# 阿格诺-维桑堡区
阿格诺-维桑堡区（法語：Arrondissement de Haguenau-Wissembourg）是法国大東部大區下莱茵省的一个区，在2015年的区改革中由前阿格诺区和维桑堡区合并而成，斯特拉斯堡乡区和萨韦尔讷区的几个市镇被划入该区，现辖有141个市镇。